# Ludzkie białka neutrofilowe
Ludzkie białka neutrofilowe HNP (z ang. human neutrophil peptides) – peptydy antydrobnoustrojowe należące do grupy α-defensyn. Zlokalizowane są głównie w ziarnistościach azurofilnych neutrofilów, gdzie są główną proteiną przyczyniającą się do niezależnego od tlenu zabijania sfagocytowanych mikroorganizmów. Są produkowane konstytutywnie przez mieloidalne komórki prekursorowe. α-defensyny mają charakter kationowy, ich długość wynosi 29-35 aminokwasów, a charakterystycznym elementem struktury są trzy mostki dwusiarczkowe w pozycjach C1-C6, C2-C4 i C3-C5. Są bogate w argininę i cysteinę oraz reszty aromatyczne.
Pierwszą ludzką α-defensynę wyizolowano z neutrofilów w 1985 roku, obecnie wyróżniamy 4 defensyny neutrofilowe (HNP-1, -2, -3 i -4). HNP 1-3 są także zlokalizowane w komórkach B i NK. Geny kodujące α-defensyny są rozmieszczane na chromosomie 8p23, wyjątek stanowi gen dla HNP-2, który nie jest tam zlokalizowany, co wskazuje, że HNP-2 jest produktem proteolitycznym HNP-1 lub HNP-3. Połowę zawartości ziarnistości azurofilnych protein stanowią HNP-1, -2 i -3, podczas gdy ekspresja HNP-4 jest niska.
α-defensyny są niezbędną częścią wrodzonej obrony immunologicznej gospodarza odpowiedzialnej za pierwszą linię obrony w stosunku do patogennych mikroorganizmów; odgrywają również rolę w nabytej odporności antydrobnoustrojowej przez wzmaganie wydzielania specyficznych antygenów i sprzyjając dojrzewaniu komórek dendrytycznych. In vitro HNP wykazują efekt cytolityczny w stosunku do bakterii, grzybów i wirusów. Cytoliza osiągana jest przez pośrednictwo i wzajemne oddziaływania z anionowymi fosfolipidami na powierzchni bakterii, co prowadzi do permeabilizacji błony drobnoustroju poprzez uformowanie por, przez które następuje wyciek jonów i większych cząsteczek. HNP mogą również kompetytywnie zastępować kationy dwuwartościowe (Ca2+, Mg2+), które tworzą mostki pomiędzy cząsteczkami lipopolisacharydów. Mechanizmy działania α-defensyn są podobne, lecz ich efekty są różne, zależnie od specyficznej konstytucji ściany.
Właściwości antydrobnoustrojowe HNP-1 i HNP-2 są podobne – w stężeniach wyższych niż 100 μg/ml zabijają bakterie Gram-dodatnie i Gram-ujemne, oraz wirusy osłonkowe z rodziny Herpes jak wirus brodawczaka ludzkiego, zaś ich działanie bójcze w stosunku do Candida albicans jest niewielkie. Oprócz działania antydrobnoustrojowego defensyny wykazują wiele innych właściwości, jak np. hamowanie stymulowanej ACTH produkcji kortyzolu i fibrinolizy, mitogenne działanie na fibroblasty, indukcję interleukiny-8 (IL-8) i wydzielanie inhibitora proteazy leukocytowej (SLPI) przez komórki nabłonkowe oskrzeli. HNP wykazują właściwości chemotaktyczne wobec komórek CD8+ komórek pamięci T CD4 i niedojrzałych komórek dendrytycznych, które osiągają poprzez wiązanie i uaktywnianie receptora chemokinowego CCR-6, co może mieć istotne znaczenie w łączeniu mechanizmów odporności wrodzonej z nabytą. HNP mogą modulować procesy zapalne wpływając na ekspresję cytokin i cząsteczek adhezyjnych, pobudzają procesy gojenia się ran, mogą wywołać śmierć komórki uszkadzając jej mitochondria. Peptydy te biorą również udział w regulacji aktywacji dopełniacza, wzmagają proliferację limfocytów, wiązanie i neutralizację endotoksyny, powodują degranulację komórek tucznych. Oczyszczone i syntetyczne α-defensyny hamują in vitro replikację HIV oraz wykazują działanie przeciwnowotworowe.